# Accès direct

Un logiciel fait un accès direct (aussi appelé accès aléatoire) à un élément (par exemple, un enregistrement d’un fichier) lorsqu’il écrit ou qu’il lit l’élément en se rendant directement à l’endroit où l’élément doit être écrit ou lu sans écrire ou lire les éléments précédents.
Pour accéder directement à l’endroit souhaité, le logiciel utilise un index ou un calcul mathématique qui lui donne l’adresse de l’élément.
L’autre type d’accès est l’accès séquentiel.
L’accès direct est préférable à l’accès séquentiel lorsqu’une application doit écrire, lire ou modifier un seul élément d’un large ensemble.
La structure de données typique de l'accès direct est le tableau.